# Харви, Шейла
Шейла Харви (англ. Sheila Harvey) — шотландская кёрлингистка.
В составе женской команды Шотландии участница трёх чемпионатов мира (дважды серебряные призёры) и чемпионата Европы (заняли четвёртое место). Двукратная чемпионка Шотландии среди женщин, чемпионка Шотландии среди юниоров.
Играла на позиции первого.

## Достижения
- Чемпионат мира по кёрлингу среди женщин: серебро (1985, 1994)
- Чемпионат Шотландии по кёрлингу среди женщин: золото (1985, 1986).
- Чемпионат Европы по кёрлингу среди юниоров: серебро (1983).
- Чемпионат Шотландии по кёрлингу среди юниоров: золото (1983).

## Команды
| Сезон   | Четвёртый           | Третий         | Второй     | Первый      | Запасной    | Турниры                      |
| ------- | ------------------- | -------------- | ---------- | ----------- | ----------- | ---------------------------- |
| 1982—83 | Изобель Торранс мл. | Маргарет Крейг | Джеки Стил | Шейла Харви |             | ЧШЮ 1983 · ЧЕЮ 1983          |
| 1983—84 | Изобель Торранс мл. | Маргарет Крейг | Джеки Стил | Шейла Харви |             | ЧЕ 1983 (4 место)            |
| 1984—85 | Изобель Торранс мл. | Маргарет Крейг | Джеки Стил | Шейла Харви |             | ЧШЖ 1985 · ЧМ 1985           |
| 1985—86 | Изобель Торранс мл. | Маргарет Крейг | Джеки Стил | Шейла Харви |             | ЧШЖ 1986 · ЧМ 1986 (4 место) |
| 1993—94 | Кристин Кэннон      | Клэр Милн      | Маири Херд | Джанис Уотт | Шейла Харви | ЧМ 1994                      |

(скипы выделены полужирным шрифтом)